# Ponce de Leon (Florida)
Ponce de Leon ist eine Stadt im Holmes County im US-Bundesstaat Florida.  Das U.S. Census Bureau hat bei der Volkszählung 2020 eine Einwohnerzahl von 504 ermittelt.

## Geographie
Benannt ist der Ort nach dem spanischen Konquistador Juan Ponce de León. Pensacola liegt etwa 140 km und Tallahassee 160 km entfernt. Bonifay liegt rund 25 km östlich und zur Golfküste sind es rund 65 km.

## Demographische Daten
Laut der Volkszählung 2010 verteilten sich die damaligen 598 Einwohner auf 290 Haushalte. Die Bevölkerungsdichte lag bei 46,7 Einw./km². 93,5 % der Bevölkerung bezeichneten sich als Weiße, 1,8 % als Afroamerikaner, 1,0 % als Indianer und 0,3 % als Asian Americans. 1,2 % gaben die Angehörigkeit zu einer anderen Ethnie und 2,2 % zu mehreren Ethnien an. 3,0 % der Bevölkerung bestand aus Hispanics oder Latinos.
Im Jahr 2010 lebten in 30,9 % aller Haushalte Kinder unter 18 Jahren sowie 29,7 % aller Haushalte Personen mit mindestens 65 Jahren. 64,2 % der Haushalte waren Familienhaushalte (bestehend aus verheirateten Paaren mit oder ohne Nachkommen bzw. einem Elternteil mit Nachkomme). Die durchschnittliche Größe eines Haushalts lag bei 2,43 Personen und die durchschnittliche Familiengröße bei 3,06 Personen.
27,7 % der Bevölkerung waren jünger als 20 Jahre, 23,1 % waren 20 bis 39 Jahre alt, 27,8 % waren 40 bis 59 Jahre alt und 21,4 % waren mindestens 60 Jahre alt. Das mittlere Alter betrug 39 Jahre. 47,3 % der Bevölkerung waren männlich und 52,7 % weiblich.
Das durchschnittliche Jahreseinkommen lag bei 27.228 $, dabei lebten 8,1 % der Bevölkerung unter der Armutsgrenze.
Im Jahr 2000 war Englisch die Muttersprache von 95,47 % der Bevölkerung und spanisch sprachen 4,53 %.

## Verkehr
Durch Ponce de Leon führen die Interstate 10, der U.S. Highway 90 (SR 10) sowie die Florida State Road 81. Durch die Stadt führt eine Güterbahnstrecke. Der Northwest Florida Beaches International Airport liegt rund 65 km südlich der Stadt.